# Parafia Podwyższenia Krzyża Świętego w Jabloncu nad Nysą
Parafia Podwyższenia Krzyża Świętego w Jabloncu nad Nysą - parafia Kościoła Starokatolickiego w Republice Czeskiej. Proboszczem parafii jest ks. dr Karel Koláček. Nabożeństwa w Jabloncu sprawowane są w niedzielę o godz. 10:00 oraz we czwartek o godz. 18:00. W miejscowości Jiczyn liturgia odbywa się nie regularnie.

## Historia
Pierwsi starokatolicy w Jabloncu nad Nysą ujawnili się w 1885 roku, pierwszą mszę św. sprawowano w Boże Narodzenie tego roku w kościele ewangelickim. Od 1902 roku nad miastem wznosi się okazały kościół starokatolicki. W 1905 roku w mieście mieszkało już 1200 wiernych. Mimo bardzo dużych trudności, w 1887 roku udało się stworzyć parafię starokatolicką. W 1924 roku w mieście odbył się Synod Kościoła Starokatolickiego w Czechosłowacji. W czasie II wojny światowej i latach późniejszych wypędzenie Niemców sudeckich spowodowało głęboki kryzys dla społeczności. Starokatolicy identyfikowani jako Niemcy musieli znosić silne szykany. W latach 1946–1989 parafia praktycznie nie funkcjonowała, a kościół parafialny popadł w ruinę.